# Pieuvre violacée
Tremoctopus violaceus
Espèce
Statut de conservation UICN

 LC  : Préoccupation mineure
La pieuvre violacée (Tremoctopus violaceus) est une espèce de céphalopodes de la famille des Tremoctopodidae, reconnaissable à son imposante voilure qui lui vaut le surnom de « pieuvre couverture » (blanket octopus).
Cette espèce vit dans l'Atlantique, dans les eaux tièdes, mais les chercheurs ne savent pas grand-chose à son sujet.